# .website

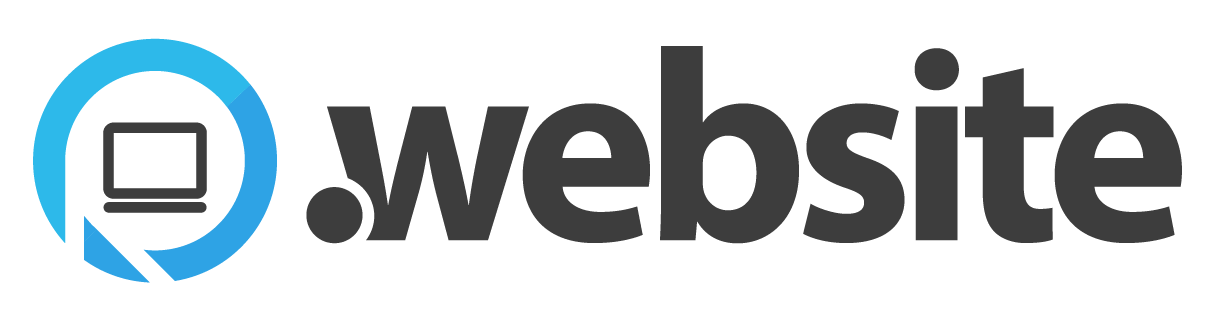
logomarca .website

.website é um dos gTLDs aprovados pela ICANN no programa de Novos gTLDs e delegado em 2014, cujo objetivo é proporcionar novos domínios de topo, como forma de aumentar a competição no mercado de domínios e o poder de escolha dos registrantes, tais como .rio delegado à IPLANRIO -Empresa Municipal de Informática S/A, .ltda delegado à InternetX e outros mais de 1.200 novos domínios de topo genéricos (gTLDs).
O gTLD, obteve 3 propostas para operações por meio das empresas Donuts, Radix e Top Level Domain Holdings, sendo a Radix, vencedora do leilão para delegação do .website promovido pela ICANN. Atualmente .website, não possui restrições de uso ou nichos de mercado, podendo ser registrado por qualquer indivíduo, organizações sem fins lucrativos, empresas, governos, forças armadas e outros.

## Aplicação
O Estado Independente de Samoa emitiu um Aviso Prévio do GAC a todos os três candidatos, recomendando que retirassem suas inscrições. O sistema de advertência é considerado uma forte recomendação em nome dos governos nacionais à Diretoria da ICANN de que um determinado pedido de TLD deve ser negado como está. Os candidatos são incentivados a trabalhar com os membros do GAC (Governmental Advisory Committee / em português: Comitê Consultivo para Assuntos Governamentais) que se opõem.
Samoa informou que é um país em desenvolvimento cuja renda e economia não são muito diversificadas e são frágeis. Seu ccTLD, .ws, é comercializado como uma abreviação de "website" desde 1999. O registro tem mais de um milhão de registros e os lucros se tornaram uma importante fonte de receita, temendo que a introdução de ".website" possa prejudicar os registros. O governo de Samoa também acredita que .website é confusamente semelhante ao seu ccTLD .ws.
As três empresas candidatas para operação do .website, foram:
- Top Level Domain Holdings (Minds + Machines);[3]
- Dot Website Inc (Radix);[4]
- Fern Edge, LLC (Donuts INC.)[5]

## Delegação
Após a reconsideração e análise feita pela ICANN sobre o novo gTLD .website, foi realizado um leilão entre as três empresas proponentes, tendo a Radix, através de sua subsidiária DotWebsite INC, vencedora do leilão para delegar as operações do .website (aplicação Radix/ICANN nº 1-1050-30871).

## Aceitação
O .website possui aproximadamente cerca de 297.756 domínios registrados, segundo o site NameStat, que observa e gera relatórios, bem como estatísticas sobre novos gTLDs.
Na América Latina e África, o .website, tem dificuldade de penetração, por se tratar de um domínio cujos registros e/ou renovações são mais caros que o .com e outros domínios de topo conhecidos.
Após a empresa NIC SitesWebs.com, receber uma demanda elevada de clientes de outra empresa, questionando os valores altos do .website, foi lançado o .siteswebs.com, como uma alternativa mais barata, que inclui créditos em bônus para publicidade no Google. Com isto, vários clientes trocaram seus domínios de segundo nível sob .website para domínios (subdomínios) de terceiro nível sob .siteswebs.com.